# 테일링언

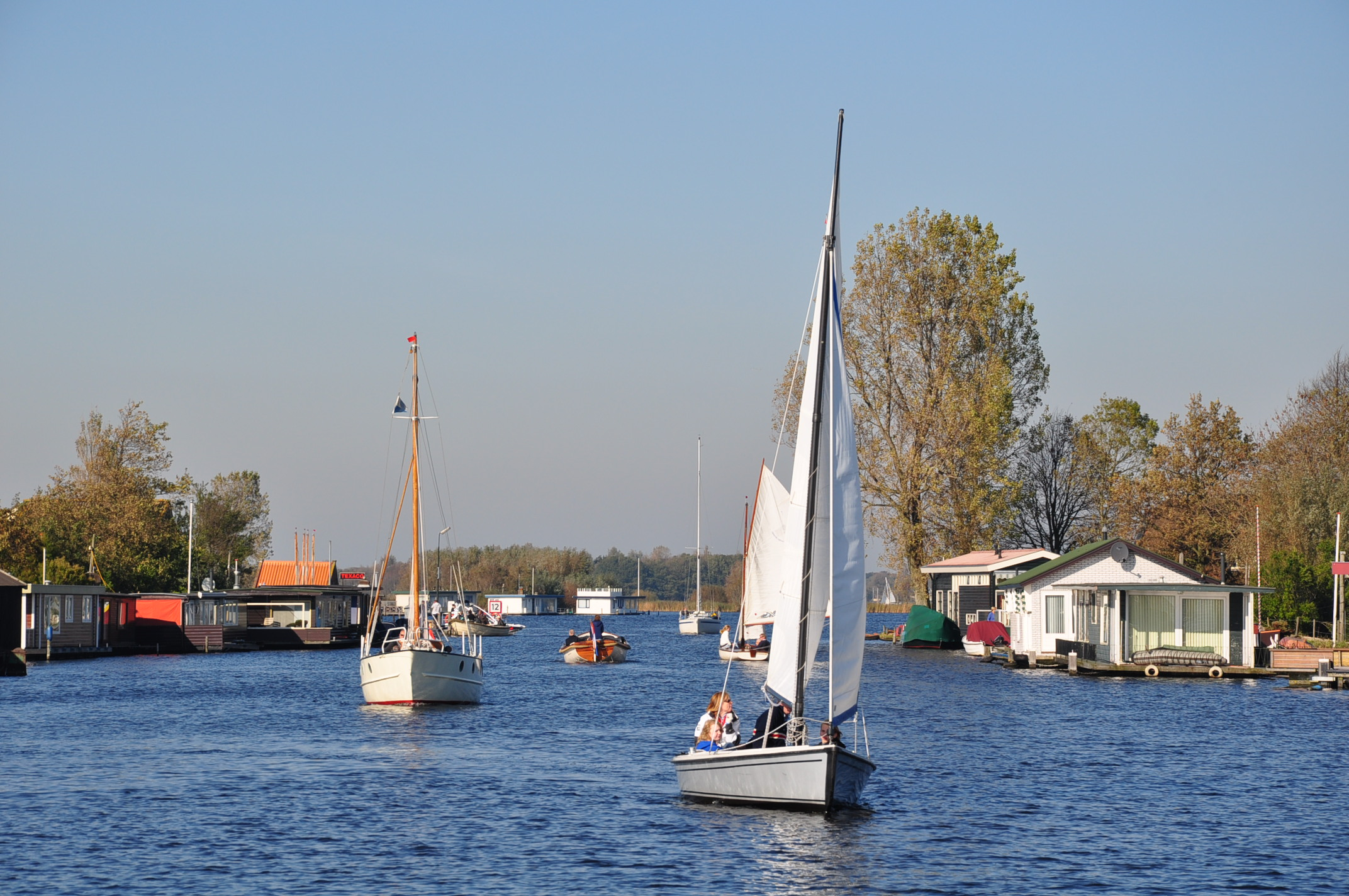
테일링언에 위치한 호수인 카헤르플라선 호(Kagerplassen)

테일링언의 위치

테일링언(네덜란드어: Teylingen)은 네덜란드 서부 자위트홀란트주의 도시로 면적은 33.49km2, 높이는 0m, 인구는 35,712명(2017년 2월 기준), 인구 밀도는 1,251명/km2이다.

시기
시 문장